# Llei de Contractes de Conreu
La Llei de Contractes de Conreu fou una llei elaborada l'11 d'abril de 1934 pel govern de Lluís Companys que tenia com a finalitat bàsica substituir l'antic contracte de rabassa morta a fi de protegir els camperols.

## El problema de la rabassa morta
El contracte de rabassa morta era un tipus de contracte emfitèutic pel qual un rabassaire podia conrear les vinyes d'un propietari fins que el ceps morissin, uns 40 anys aproximadament. A partir, però, de finals del s. XIX, l'epidèmia de la fil·loxera causà que els contractes s'acabessin en molt menys temps, i els arrendataris, veient que el cultiu de la vinya no els era profitós, expulsaven els rabassaires per cultivar-hi altres plantacions.

## La llei de Contractes de Conreu
Veient la conflictivitat social al camp, el govern de la Generalitat de Lluís Companys redactà una llei per protegir els camperols de ser expulsats així com dotar-los de terres pròpies.
Amb aquest objectiu, per exemple, s'establí que la durada mínima dels arrendaments havia de ser de sis anys, i que el treballador de les terres tenia el dret d'adquisició d'aquestes mitjançant l'abonament del seu valor al propietari.
D'altra banda, per evitar la confrontació amb els sectors més conservadors catalans, la llei li feu concessions en determinats aspectes; de tal manera que per l'adquisició de les terres era necessari haver-hi estat treballant per un període de 18 anys.
Com a resultat, la llei era massa moderada pels rabassaires, però a la vegada massa revolucionària pels propietaris.

## Oposicions i aprovació
La llei fou aprovada pel parlament català l'any 1934. No obstant això, per aconseguir tirar-la endarrere els terratinents s'uniren al voltant de l'Institut Agrícola Català de Sant Isidre (IACSI), el qual juntament amb la Lliga Catalana, presentaren un recurs al Tribunal de Garanties Constitucionals al·legant que la Generalitat de Catalunya s'excedia de les seves competències estatutàries, prioritzant els seus interessos econòmics per sobre de l'autonomia catalana.
El Tribunal de Garanties Constitucionals, en el context d'una Espanya governada per les forces de dretes, va donar la raó a l'IACSI i anul·là la llei. Tanmateix, com a resposta, el Parlament de Catalunya tornà a aprovar el mateix text íntegrament tot desafiant l'autoritat d'un tribunal conformat pels polítics no catalans.
Finalment, per tal de sortir de l'atzucac, el govern espanyol pactà amb la Generalitat catalana de fer algunes reformes al reglament de la llei per tal de moderar-la.